# ويلفريد أدي
ويلفريد أدي (6 يوليو 1909 - 1975)، لاعب كرة قدم لعب في دوري كرة القدم لبارنسلي وكارلايل يونايتد وشيفيلد يونايتد، كما لعب لنادي أبردين الاسكتلندي لمدة موسمين قبل الحرب العالمية الثانية.